# Samba (Jammu-et-Cachemire)
Pour les articles homonymes, voir Samba.
Samba est une ville indienne située dans le district de Samba dans le territoire du Jammu-et-Cachemire. En 2011, sa population était de 44 562 habitants.